# Нагаяма, Рюдзю
Рюдзю Нагаяма (яп. 永山 竜樹, род. 15 апреля 1996, Бибай) — японский дзюдоист, бронзовый призёр летних Олимпийских игр 2024 года, чемпион мира 2025 года, чемпион и призёр чемпионатов Японии, призёр чемпионата мира, чемпион Азии 2022 года.

## Карьера
В 2011 году стал победителем первенств Японии и мира среди кадетов. В 2012 году стал серебряным призёром, а в 2013 и 2015 годах — победителем первенства Японии среди юниоров. В 2012 году поднялся на высшую ступень на чемпионате Азии среди юниоров. В 2016 году стал бронзовым призёром, а в 2017—2018 годах — чемпионом Японии среди взрослых. В 2018 году стал бронзовым призёром чемпионата мира. Является многократным победителем и призёром престижных международных турниров.
На предолимпийском чемпионате мира 2019 года, который проходил в Токио завоевал бронзовую медаль, переиграв в поединке за бронзу своего соотечественника Наохиса Такато.
На летних Олимпийских играх 2024 года в Париже Рюдзю завоевал бронзовую медаль, одолев в схватке за третье место турецкого спортсмена Салиха Йилдыза.
В июне 2025 года на чемпионате мира в Будапеште в весовой категории до 60 кг завоевал золотую медаль. В схватке за титул одолел соперника из Франции Ромена Валадье-Пикара.